# Séisme de 2024 dans la péninsule de Noto
Le séisme de 2024 dans la péninsule de Noto (令和6年能登半島地震, Reiwa 6-nen Noto-hantō Jishin) est un séisme qui s'est produit le 1er janvier 2024 au Japon, dans la péninsule de Noto qui s'avance dans la mer du Japon sur la côte nord-ouest de Honshū, dans la préfecture d'Ishikawa. D'une magnitude de 7,6, la secousse principale est suivie de très nombreuses et puissantes répliques.

## Contexte
Les côtes nord-ouest du centre de Honshū et particulièrement la péninsule de Noto se situent non loin de la Fossa Magna au contact entre les plaques de l'Amour au sud-ouest et d'Okhotsk au nord-est, dans un contexte géologique plus général de la ceinture de feu du Pacifique. Cette configuration tectonique est à l'origine d'une importante sismicité qui a provoqué de nombreux séismes par le passé — notamment en 1858 et 1948 — ainsi que le déclenchement d'un essaim sismique depuis 2020.

## Caractéristiques

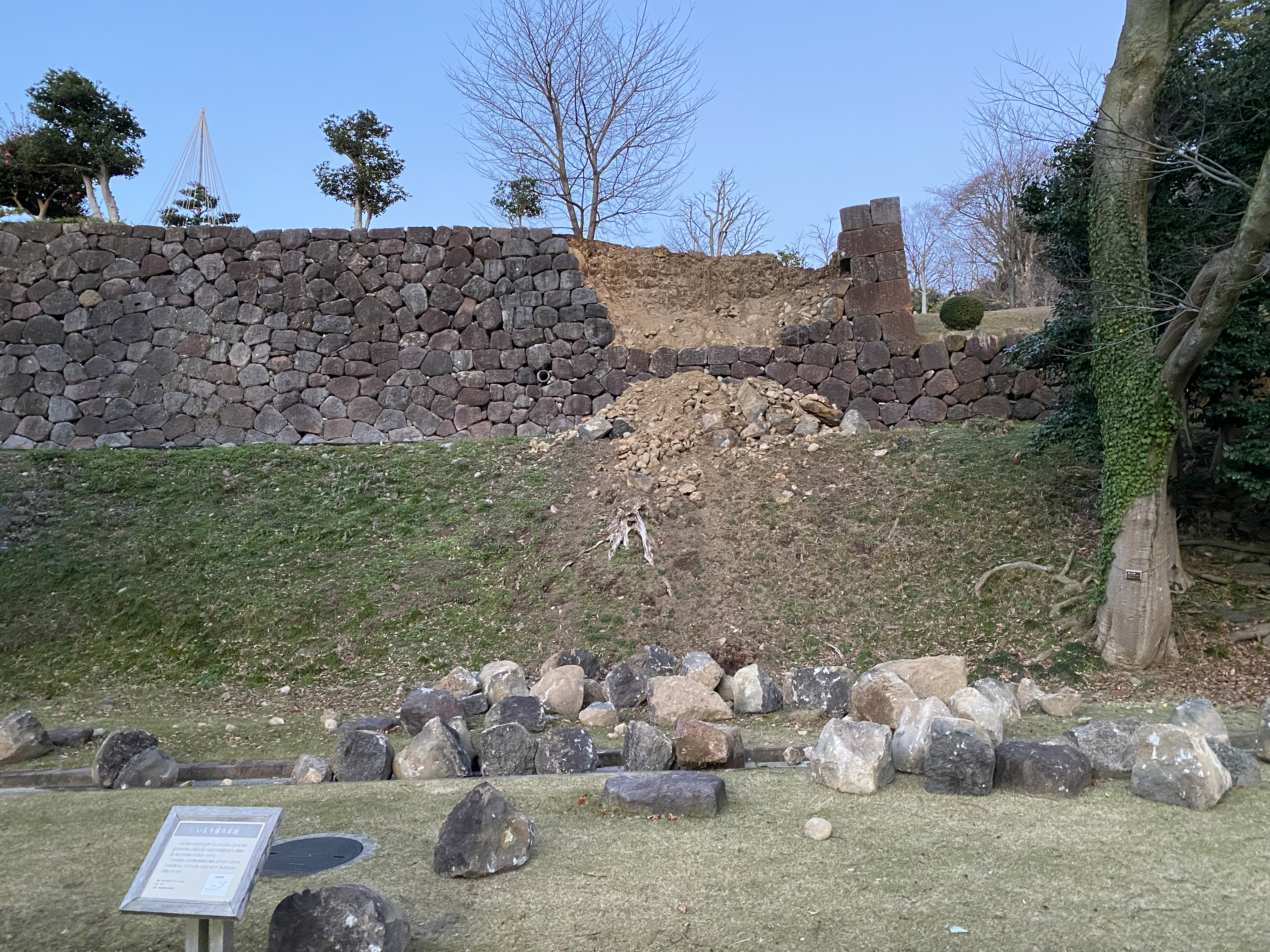
Éboulement d'une partie d'un mur au château de Kanazawa.

Le séisme de magnitude 7,6 se produit le 1er janvier 2024 à 16 h 10 min 9 s (UTC+9). L'épicentre se trouve à l'extrémité septentrionale de la péninsule de Noto qui s'avance dans la mer du Japon sur la côte nord-ouest de Honshū, dans la préfecture d'Ishikawa et à 42 kilomètres au nord-est d'Anamizu. L'hypocentre se situe à une profondeur de dix kilomètres.
À la suite de la secousse principale et ses très nombreuses et puissantes répliques — environ 200 pour la seule journée du 2 janvier — dont certaines dépassent une magnitude de 6, un tsunami atteignant 120 centimètres de hauteur se produit sur les côtes de la mer du Japon.

## Conséquences

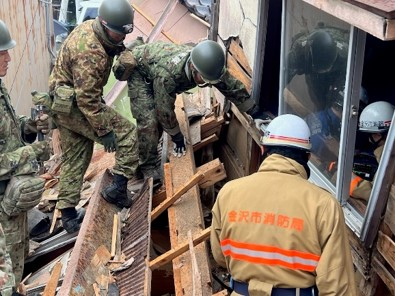
Secouristes dans des décombres.

Le 2 février 2024, le premier bilan provisoire est de 238 morts, 19 disparus et plus de 1 287 blessés. Le 27 juin 2024, le bilan est porté à 281 morts (dont les décès indirects, par exemple après une aggravation de l'état de santé dans les centres d'évacuation) et 2 288 personnes encore dans les centres de refuge. 83 980 maisons ont été endommagées. Le bilan s'alourdit de jours en jours pour s'élever en novembre 2024 à 462 morts, 1 344 blessés
et 3 disparus, incluant les victimes directes et indirectes.
Le 2 janvier, un Airbus A350 de la Japan Airlines entre en collision avec un Dash 8 de la garde côtière du Japon lors de son atterrissage sur l'aéroport de Tokyo-Haneda en faisant cinq morts et plusieurs blessés ; le Dash 8 transportait des secouristes en partance pour la préfecture de Niigata.
Les modifications topographiques provoquées par le séisme se traduisent par un retrait du trait de côte jusqu'à 175 mètres par endroit sur la péninsule de Noto, agrandissant le territoire japonais de 2,4 km2 au total ; certains ports de pêche se retrouvent pratiquement à sec. Le rocher de Mitsuke-jima — surnommé Gunkanjima (軍艦島, Île Cuirassé) —, classé monument naturel par la préfecture d'Ishikawa, est lourdement défiguré par le séisme, perdant son aspect de « coque de navire » qui faisait sa renommée.